# Giovanni Antonio Lecchi
Giovanni Antonio Lecchi, spesso citato anche nella forma Giannantonio Lecchi o anche solo Antonio Lecchi (Milano, 17 novembre 1702 – 24 luglio 1776), è stato un gesuita e matematico italiano, studioso di idrografia e autore di numerose opere sui canali navigabili.

## Biografia

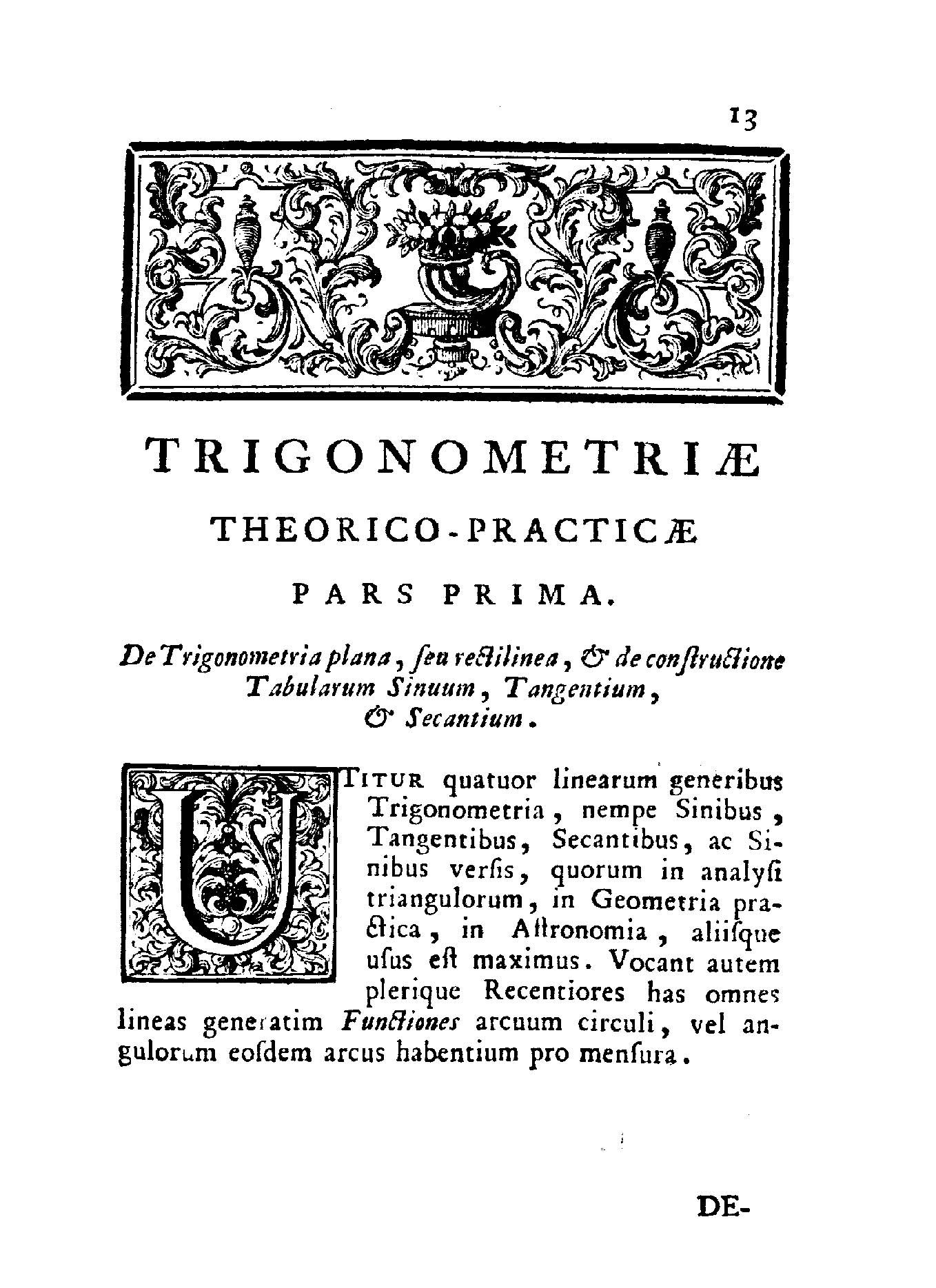
Trigonometriae theorico-practicae planae et sphericae, 1756

Dopo aver compiuto i primi studi nel collegio dei Gesuiti di Brera, entrò come nella Compagnia di Gesù il 20 ottobre 1718, professando i quattro voti il 15 agosto 1736.
Insegnò nei collegi di Pavia e Vercelli e filosofia nel prestigioso collegio di Brera a Milano. A Brera, insegnò in seguito prima matematica (1738-60), poi matematica e idraulica (1760-73). La sua prima opera venne pubblicata a Milano nel 1739 e riguarda la teoria della luce (Theoria lucis, opticam, perspectivam, catoptricam, dioptricam).
L'imperatrice Maria Teresa d'Austria lo chiamò a Vienna con la qualifica di matematico e idrografo imperiale. In seguito papa Clemente XIII lo invitò a tornare in Italia per incaricarlo dell'arginamento dei fiumi che attraversavano le provincie di Bologna, Ferrara, Ravenna. Lecchi si dedicò a quei lavori per sei anni, durante i quali fu spesso chiamato da Francesco III d'Este per consulenze in questioni di idraulica. Clemente XIV, ostile ai gesuiti lo sollevò dall'incarico e Lecchi tornò a Milano, dove rimase sino alla morte.
Lecchi fu tra i primi assertori dell'idraulica pratica. Tra le sue opere è degna di speciale menzione l'Idrostatica esaminata nei suoi principi e stabilita nelle sue regole della misura dell'acque correnti (Milano 1765); in essa sottopone a critica le teorie di Castelli, Varignon, Newton, Maclaurin, Gravesande, Eulero, Bernoulli e d'Alembert, rimproverandoli di avere voluto trattare le questioni d'idraulica basandosi su principi astratti e arbitrari; giunto alla conclusione che la sola esperienza deve servire da guida in ricerche tanto complicate, accetta due soli principi: che la velocità di un getto è proporzionale alla radice quadrata dell'altezza del liquido e la relazione trovata da Bernoulli tra le velocità, le pressioni e le altezze di due punti di uno stesso filetto fluido. Si dedica quindi a un profondo studio sugli effetti prodotti dalle imboccature applicate alle luci, e ricerca le leggi del moto dell'acqua nei canali regolari e nei corsi naturali.

## Opere

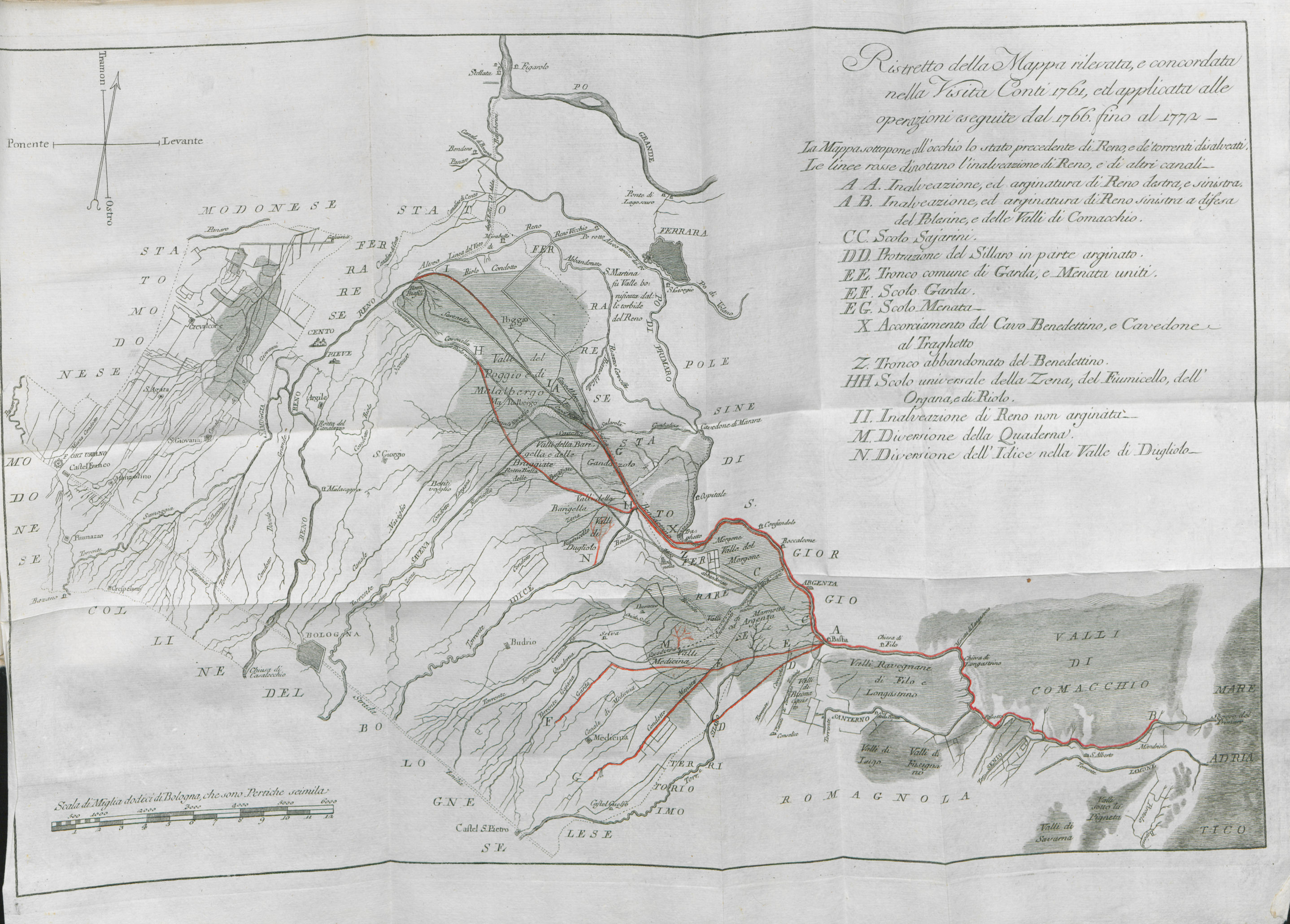
Tavola da Memorie idrostatico-storiche delle operazioni eseguite nell'inalveazione del Reno di Bologna, 1773

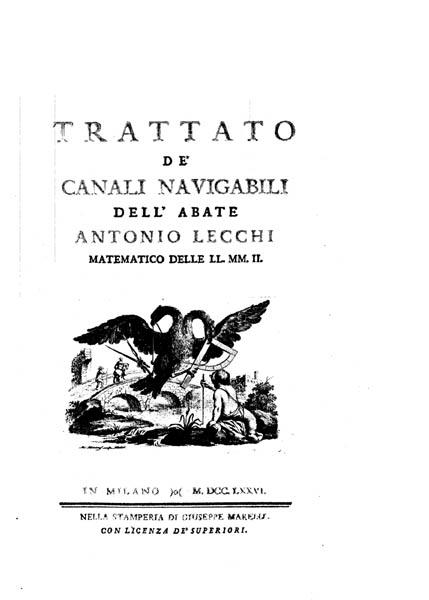
Trattato de' canali navigabili, 1776

- (LA)  Theoria lucis, opticam, perspectivam, catoptricam, dioptricam, Milano, 1739.
- Avvertenze contrapposte alla Storia del probabilismo scritta dal padre Daniello Concina, e indirizzate ad un erudito cavaliere, Johann Eberhard Kalin, 1744.
- (LA) Trigonometriae theorico-practicae planae et sphericae, Mediolani, Giuseppe Marelli, 1756.
- (LA) De sectionibus conicis, Mediolani, Giuseppe Marelli, 1758.
- (LA)  Elementa geometriae theoricae, et practicae. Ad usum universitatis Braydensis, 2 voll., Milano, Giuseppe Marelli, 1753-1754.
- Lettera intorno alle arginature di Po ne' confini del Piacentino e del Milanese, Milano, nella stamperia di Giuseppe Marelli, 1761.
- Piano della separazione, inalveazione e sfogo de' tre torrenti di Tradate, del Gardaluso e del Bozzente, Milano, 1762.
- Sentimento sullo stesso soggetto in sequela d'altra controversia sul Cremonese, Piacenza, Filippo Giuseppe Giacopazzi, 1764.
- Idrostatica esaminata ne' suoi principj e stabilita nelle sue regole della misura dell'acque corrente, Milano, G. Marelli, 1765.
- Parere di Gianantonio Lecchi ... intorno al Taglio del Tidone e della Luretta, [Italia].
- Del riparo de' pennelli alle rive del Po di Cremona, [Milano].
- Riflessioni spettanti a' ripari necessarj per mantenere l'imboccatura del Ticino nel canale detto il Naviglio grande di Milano, [Milano].
- Delle origini delle inondazioni del Redefosso, e del metodo di ripararle, [Milano].
- Relazione della visita alle terre danneggiate dalle acque di Bologna, Ferrara e Ravenna, In Roma, [s.n.], 1767.
- Trattato de' canali navigabili dell'abate Antonio Lecchi matematico delle LL.MM.II, In Milano, nella stamperia di Giuseppe Marelli, 1776. Ried. Giovanni Silvestri, 1824.
- Considerazioni dirette all'ill.ma ed ecc.ma Congregazione di patrimonio della eccellentissima città di Milano intorno alla terza diversione del torrente Redefosso per il nuovo cavo progettato al di sotto de' mulini della Vecchiabbia, [Milano].
- Relazione dello stato presente del canale di Muzza, e piano delle riparazioni, [Milano], n.d..
- Memorie idrostatico-storiche, vol. 1, In Modena, presso la Società tipografica, 1773.
- Memorie idrostatico-storiche, vol. 2, In Modena, presso la Società tipografica, 1773.

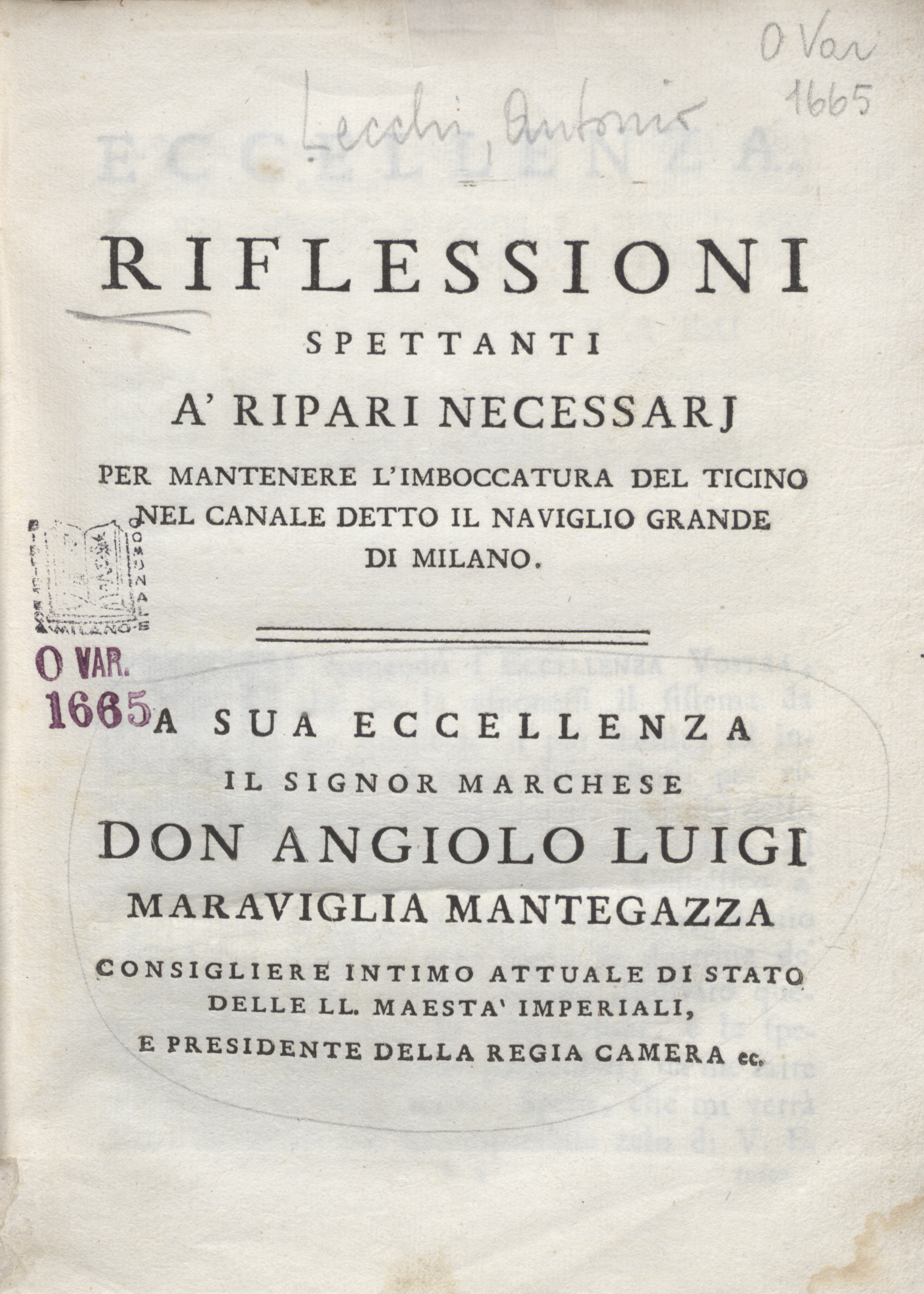
Riflessioni spettanti a' ripari necessarj per mantenere l'imboccatura del Ticino nel canale detto il Naviglio grande di Milano, 1757
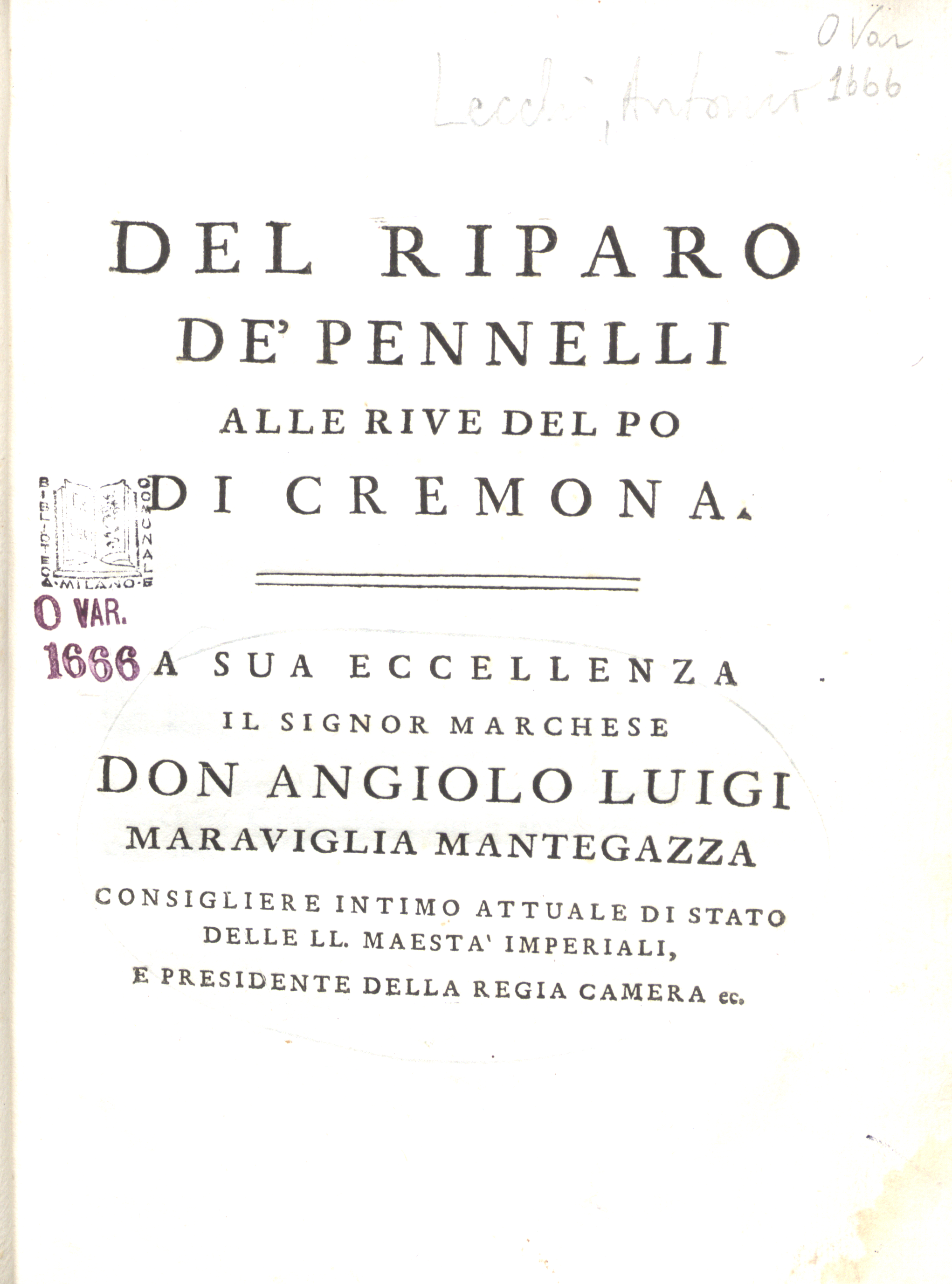
Del riparo de' pennelli alle rive del Po di Cremona, 1758
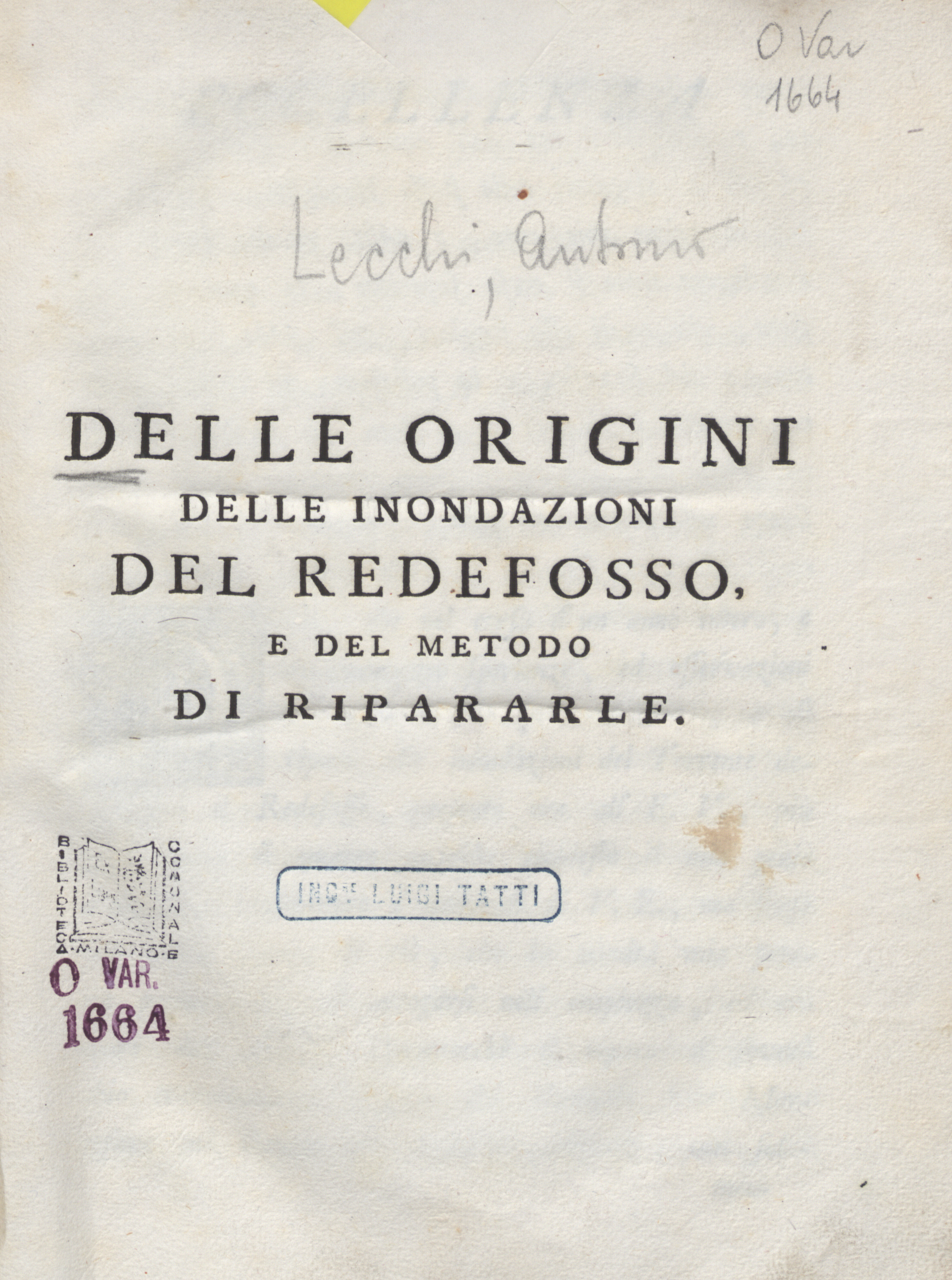
Delle origini delle inondazioni del Redefosso, 1761
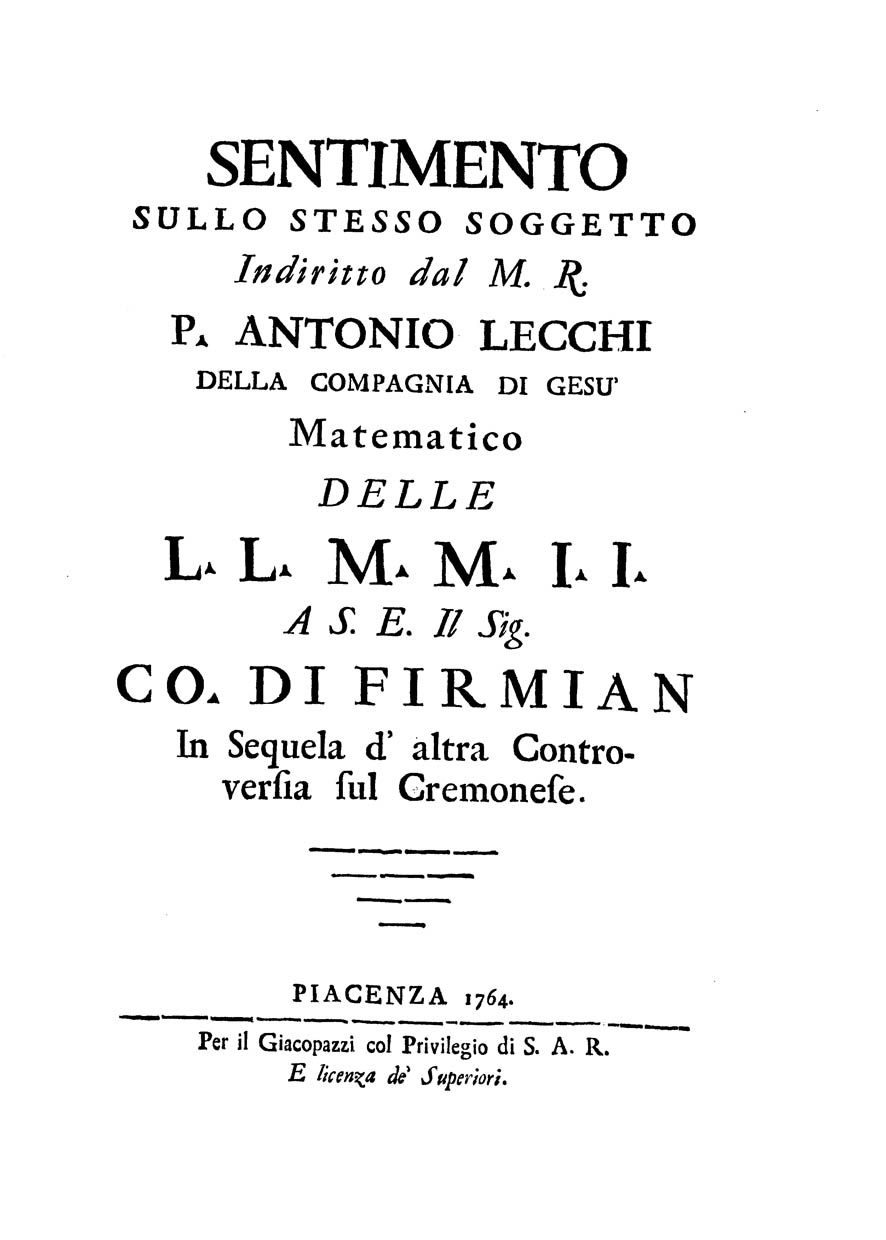
Sentimento sullo stesso soggetto in sequela d'altra controversia sul Cremonese, 1764
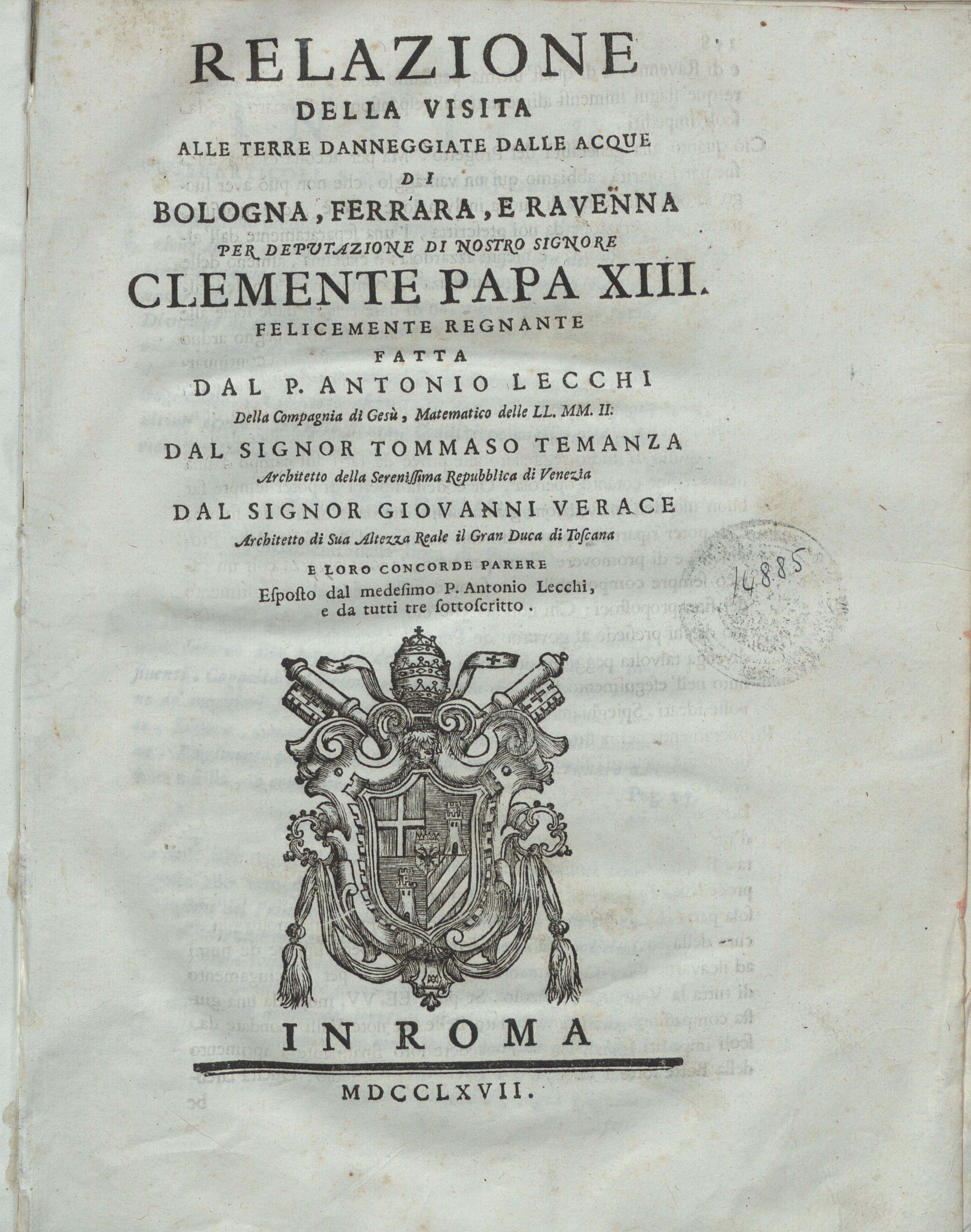
Relazione della visita alle terre danneggiate dalle acque di Bologna, Ferrara e Ravenna, 1767
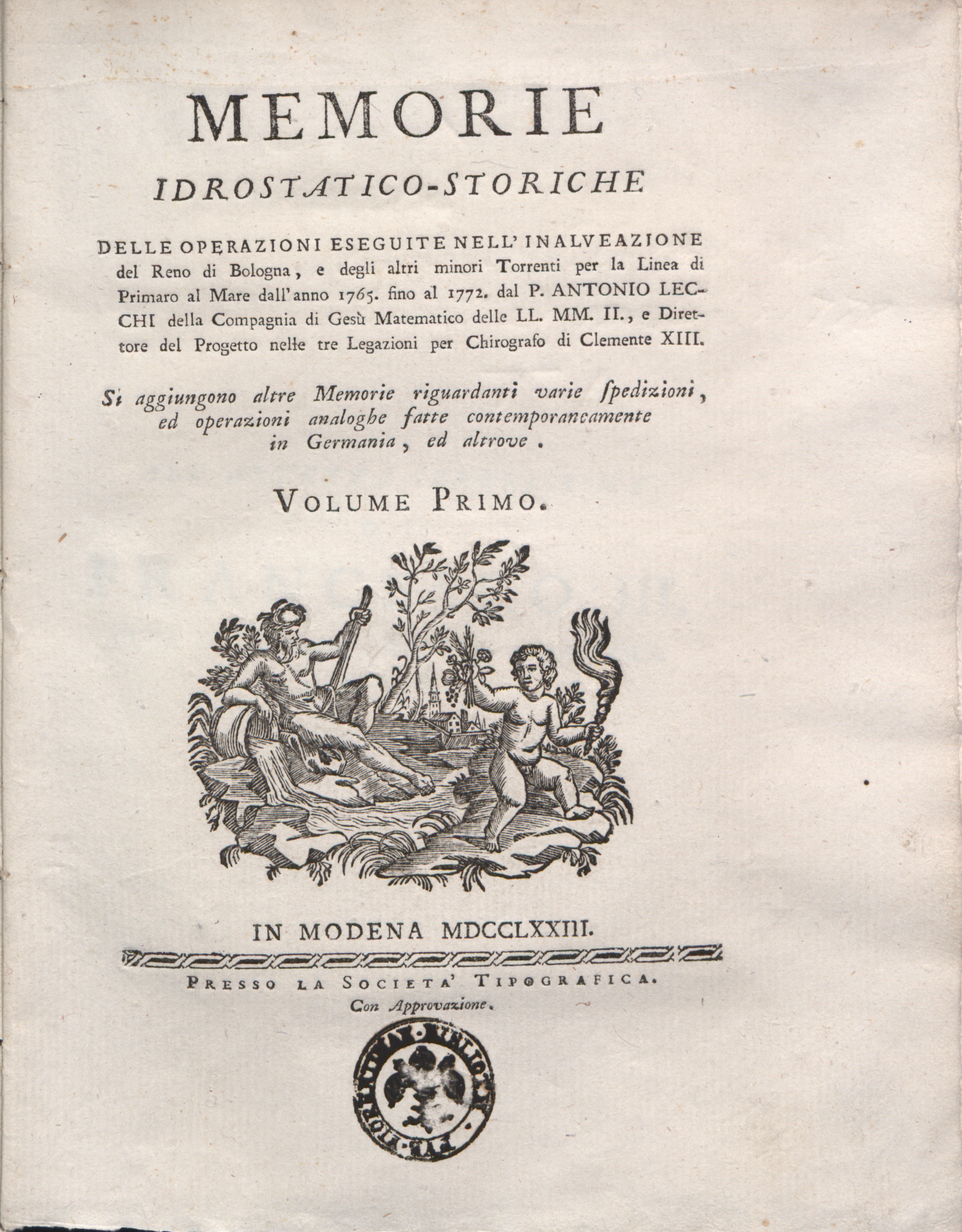
Memorie idrostatico-storiche, vol. I, 1773
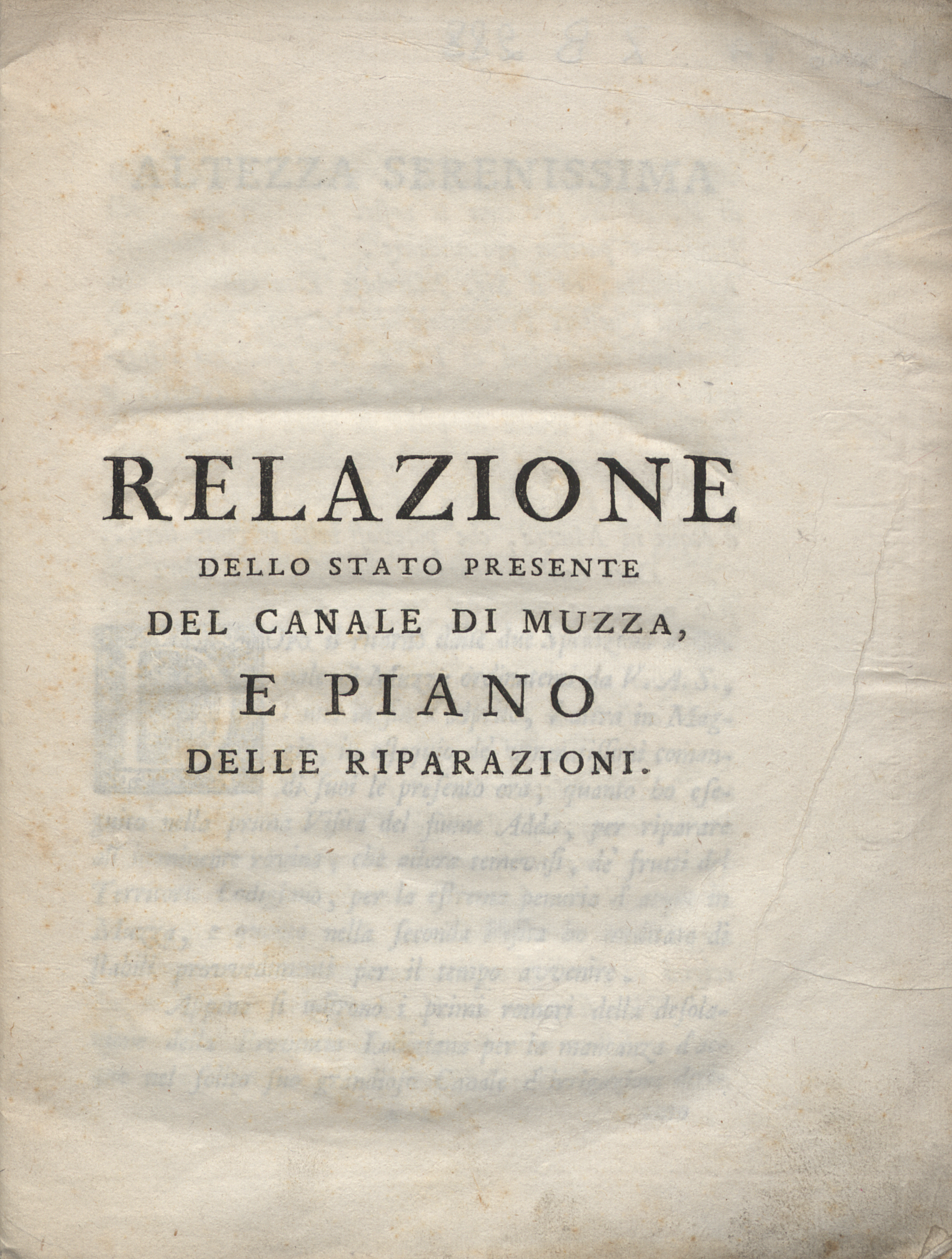
Relazione dello stato presente del canale di Muzza, n.d.
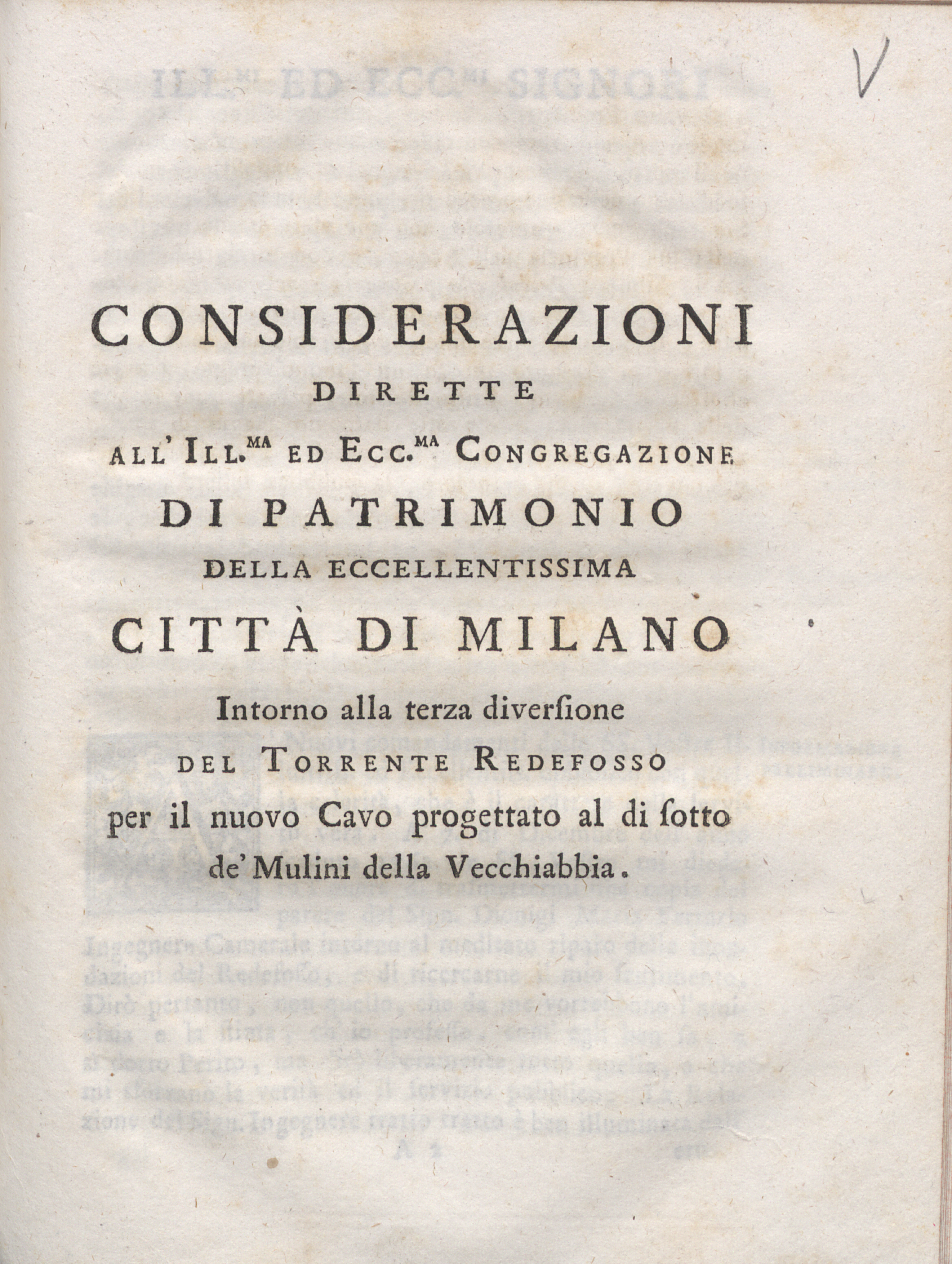
Considerazioni intorno alla terza diversione del torrente Redefosso, n.d.